# Dolmens Caroppo
Les dolmens Carappo est une paire de monument mégalithique préhistorique, datant de l'âge du bronze, entre 2300 et 1750 av. J.-C. Ils se situent sur le territoire de Corigliano d'Otranto, Province de Lecce dans les Pouilles.

## Historique
Ils ont été découverts le 16 juillet 1993 par le jeune Oreste Caroppo .

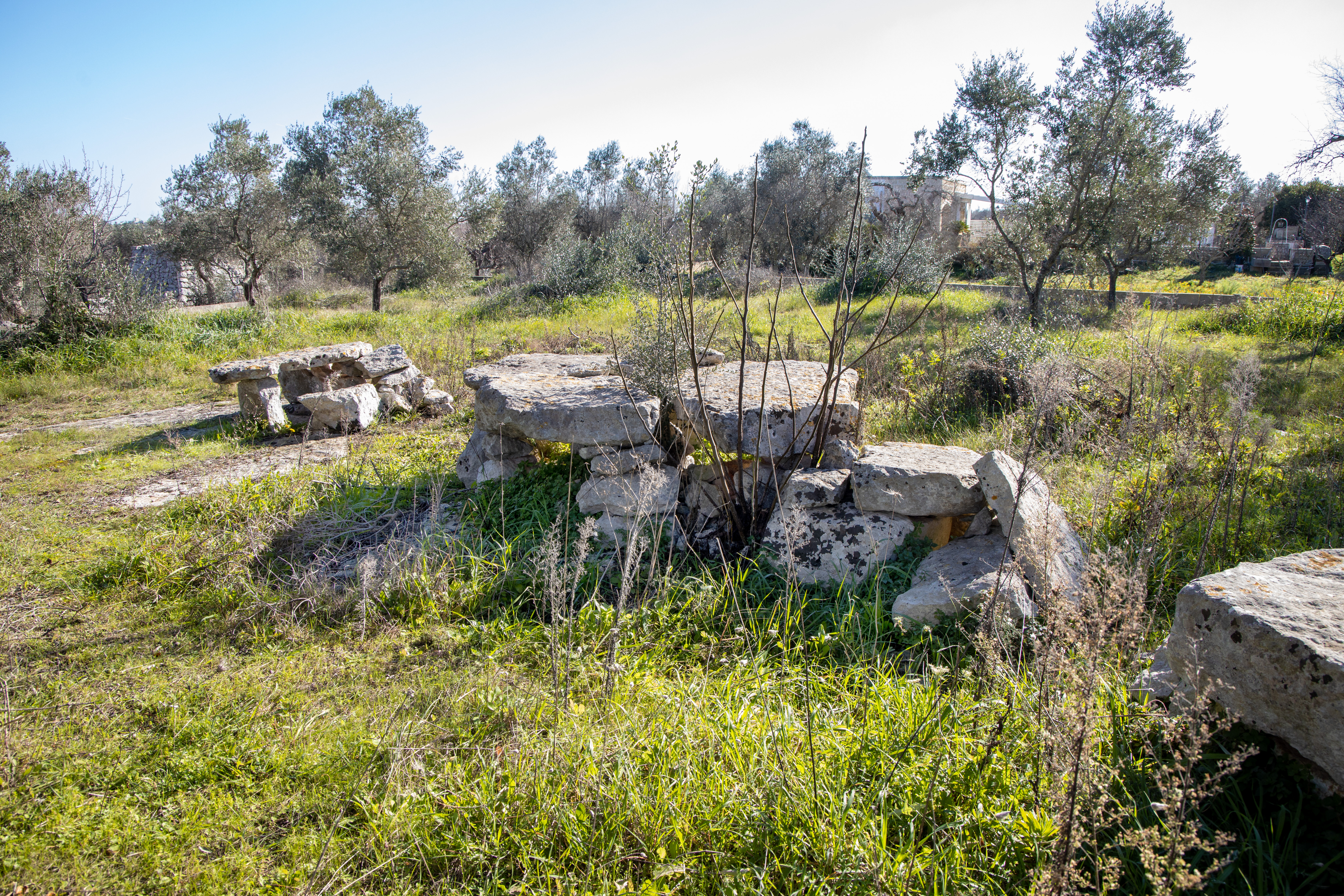

- Le dolmen Caroppo I est situé à la périphérie de Corigliano d'Otranto, le long de l'ancienne route de Maglie. Il mesure environ 1 m de haut et il est recouvert de trois dalles à niveau décroissant qui marque trois petites chambres, soutenu par un grand orthostat et un empilement de pierres de petite et moyenne taille de haut   Le monument mégalithique est entouré d'oliviers, de rochers affleurants et est en partie recouvert de végétation spontanée.
- Il se trouve à quelques mètres du dolmen Caroppo II qui présente une dalle de toit irrégulière soutenue par deux piliers monolithiques et certains par des pierres superposées [3].

C'est les seuls dolmens à galerie trouvés dans le Salento, qui présentent une ouverture orientée est-sud-est et est composée de neuf orthostates de différentes tailles, à la fois monolithique et avec pierres empilées et de renforcement. Au-dessus se trouvent quatre dalles de tailles différentes placées les unes à côté des autres, qui couvrent quatre pièces adjacentes. L'ensemble repose sur un bloc de roche qui émerge.

## Galerie

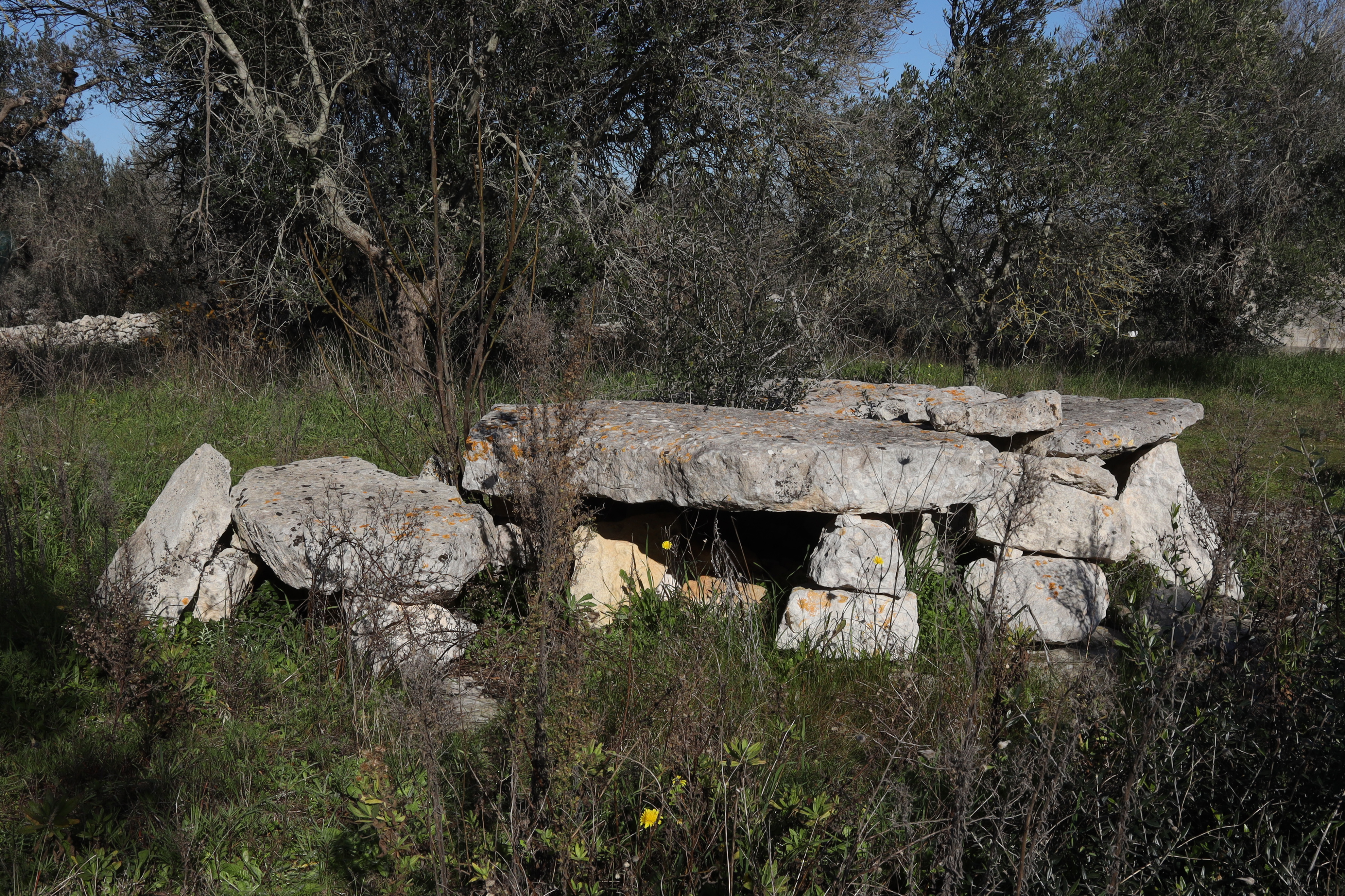
Dolmen Caroppo I
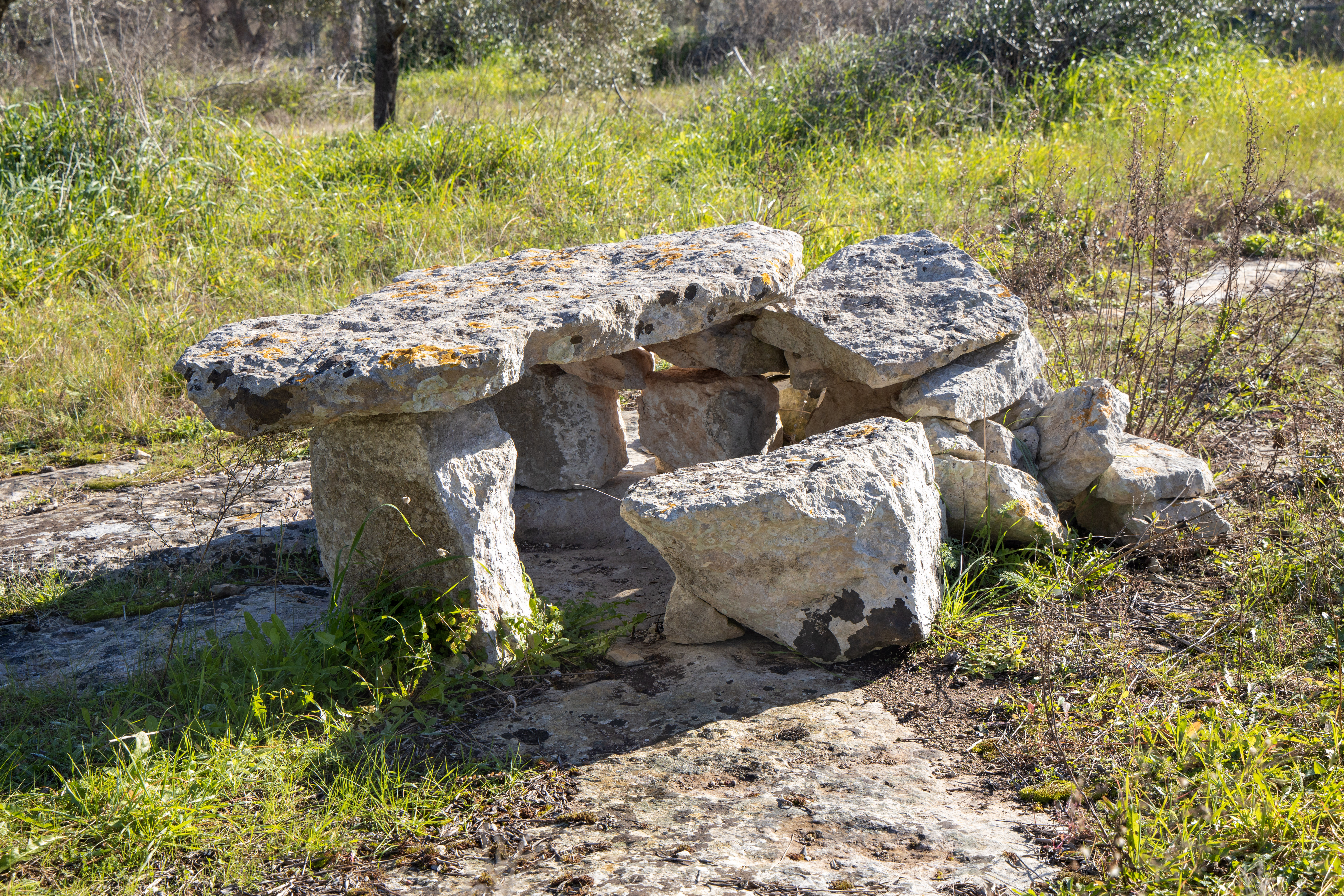
Dolmen Caroppo II